# Platybdella patagonica
Platybdella patagonica is een ringworm uit de familie van de Piscicolidae. De wetenschappelijke naam van de soort is voor het eerst geldig gepubliceerd in 1945 door Ringuelet.